# Gerrit Dou
Gerrit Dou (Leiden, 7 de abril de 1613-Leiden, 9 de febrero de 1675) fue un pintor y grabador barroco neerlandés. Perteneció a la escuela de Leiden y se especializó en escenas de género caracterizadas por sus trampantojos y las pinturas nocturnas iluminadas con velas, con escenas de fuerte claroscuro.
También se le conoce como Gerard Dou, Gerrit Douw o Gerrit Dow.

## Biografía

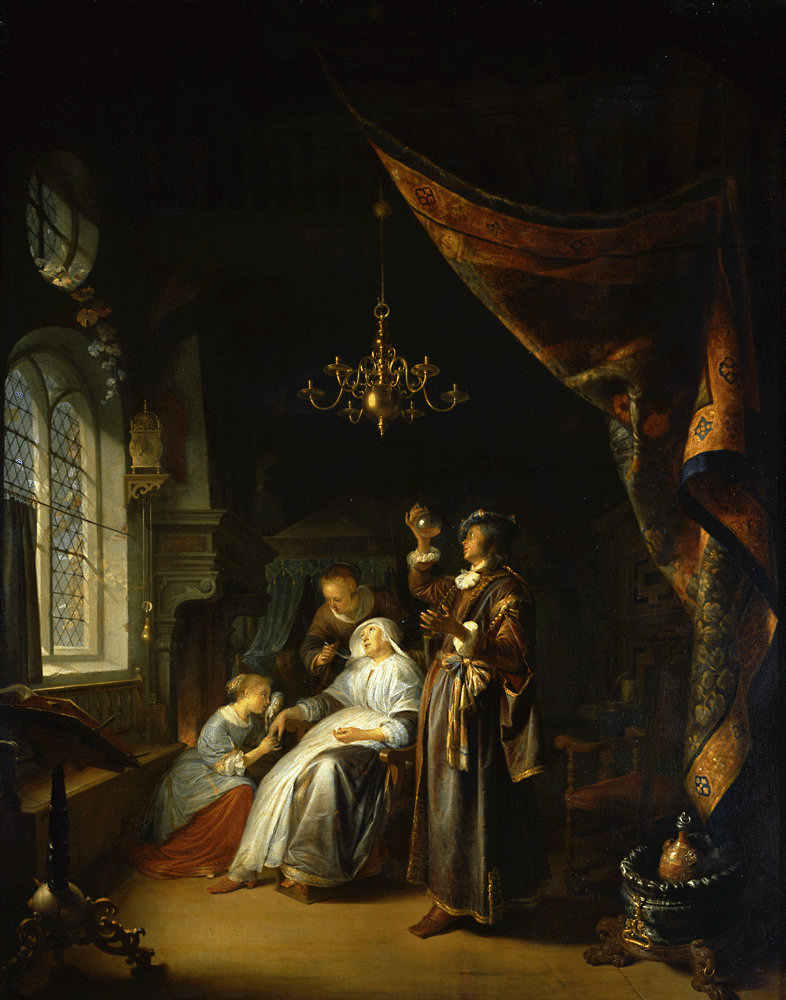
La mujer hidrópica Museo del Louvre, París.

Su primer instructor fue su padre, un artista de la pintura sobre cristal, después le instruyó en el dibujo el grabador Bartholomeus Willemsz. Dolendo (hacia 1571-1626); después Peter Kouwhoorn le inculcó el arte de la pintura sobre vidrio. En 1628, a la edad de 15 años, se convirtió en el primer alumno del joven Rembrandt (1606-1669), con el que continuó durante tres años. Del gran maestro de la escuela neerlandesa adquirió su habilidad para el colorido y los más sutiles efectos del claroscuro; el estilo de Rembrandt se refleja en varios de sus primeros cuadros, en particular, en un autorretrato a la edad de 22 años, en la galería de la Casa Bridge-water, y en El ciego Tobías va a reunirse con su hijo, en el Castillo Wardour.
Cuando Rembrandt se trasladó a Ámsterdam, Dou desarrolló un estilo propio, con algunos aspectos antagónicos a los de su maestro, pintando generalmente a pequeña escala, con una superficie suave, como si estuviera esmaltada. Sus obras están dotadas de una inusual claridad de visión y precisión de manipulación, probablemente pocos pintores gastaron tanto tiempo y sufrimiento en los detalles más triviales en sus imágenes. Se dice que pasó cinco días pintando una mano, y su trabajo era tan fino que le resultaba necesario fabricar sus propios pinceles. Fue sorprendentemente escrupuloso con sus herramientas y las condiciones de trabajo, con particular horror hacia el polvo.

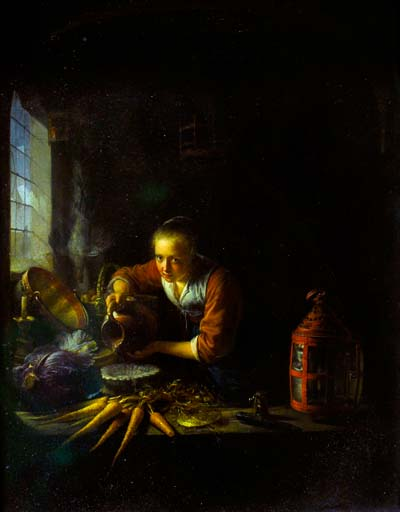
La cocinera holandesa Museo del Louvre, París.

A pesar de la minuciosidad de su toque, el efecto general es armonioso y libre de rigidez, con un color siempre admirablemente fresco y transparente.
Fue aficionado a la representación de temas a la luz de una linterna o una vela, los efectos de la cual reproduce con una fidelidad y habilidad que pocos maestros han igualado. A menudo pintó con la ayuda de una lupa o un espejo cóncavo, y para obtener mayor exactitud miró a los objetos que estaba representando a través de un marco cruzado con cuadros de hilo de seda.
Su práctica como retratista, que fue considerable al principio, pero se redujo gradualmente, ya que los retratados eran reacios a darle el tiempo que él consideraba necesario. Pintó numerosos temas, pero es más conocido por sus interiores domésticos, que por lo general, contienen pocas figuras enmarcados por una ventana o por las faldas de una cortina, y rodeadas de libros, instrumentos musicales, o toda la parafernalia del hogar, todo minuciosamente representado. Destacan sobre todo las escenas iluminadas por luz artificial.
Sus cuadros fueron siempre de tamaño pequeño, y los temas principalmente representados eran naturalezas muertas. Más de 200 pinturas se le atribuyen, y se encuentran en la mayoría de las grandes colecciones públicas de Europa.
Generalmente se considera que sus obras maestras son La mujer hidrópica (1663) y La cocinera holandesa (1650) ambas en el Museo del Louvre, París. La Escuela nocturna en el Museo nacional de Ámsterdam es el mejor ejemplo de escenas a la luz de las velas en las que destacó. En la Galería Nacional de Londres, se puede ver La tienda de aves de corral (1672), y un autorretrato. 
Junto a Jan Steen, Dou fue uno de los fundadores de la guilda de San Lucas de Leiden en 1648. A diferencia de Steen fue próspero y respetado a lo largo de su vida, y sus obras continuaron teniendo altos precios (generalmente más altos que los pagados por los trabajos de Rembrandt), hasta el advenimiento del impresionismo influido por un gusto en contra de la pulcritud y la precisión que eran propios de su estilo.
Dou tenía un taller con muchos alumnos que perpetuaron su estilo y continuaron la tradición fijnschilder (buen pintor) de Leiden hasta el siglo XIX. Entre ellos están Frans van Mieris el Viejo (1635-1681) y Gabriël Metsu (1629-1667).

## Obras
- Ámsterdam
  - Museo Nacional:
    - Escuela nocturna (1623 – 5).

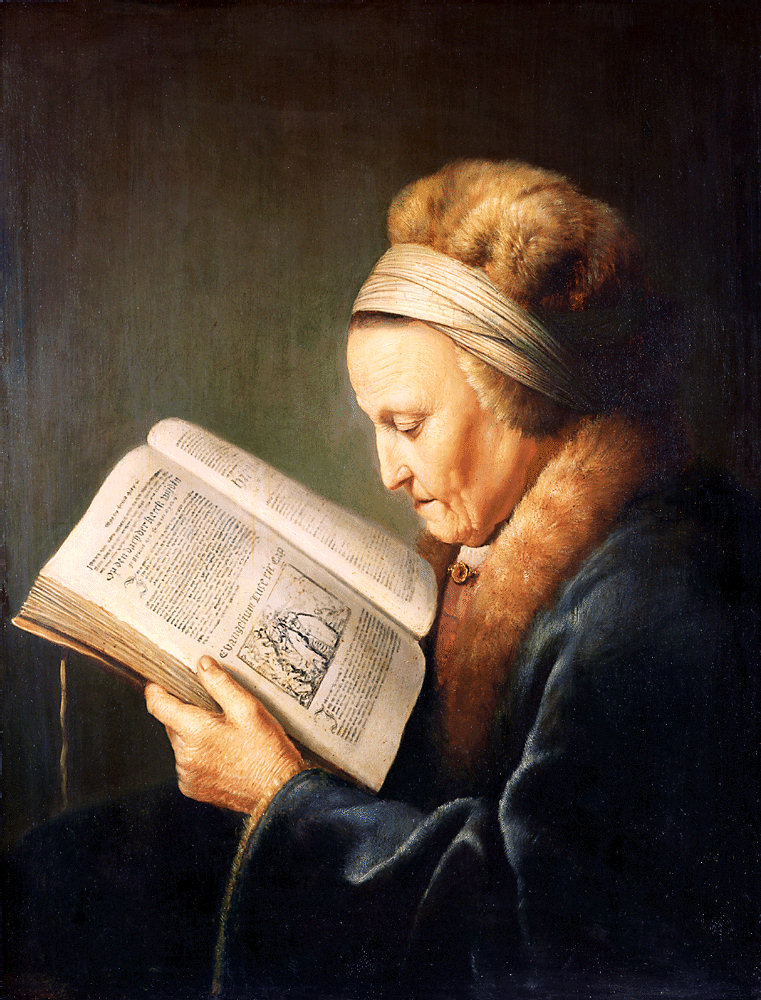
Retrato de la madre de Rembrandt Museo Nacional, Ámsterdam.

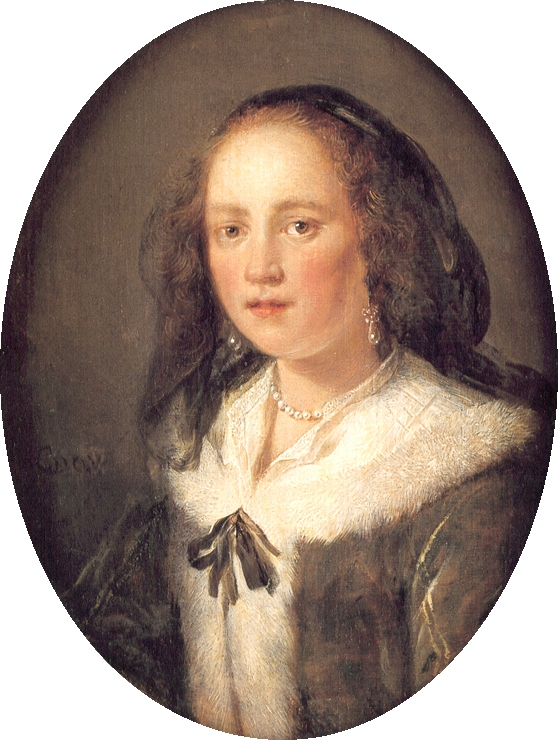
Mujer joven con velo negro Galería Nacional, Londres.

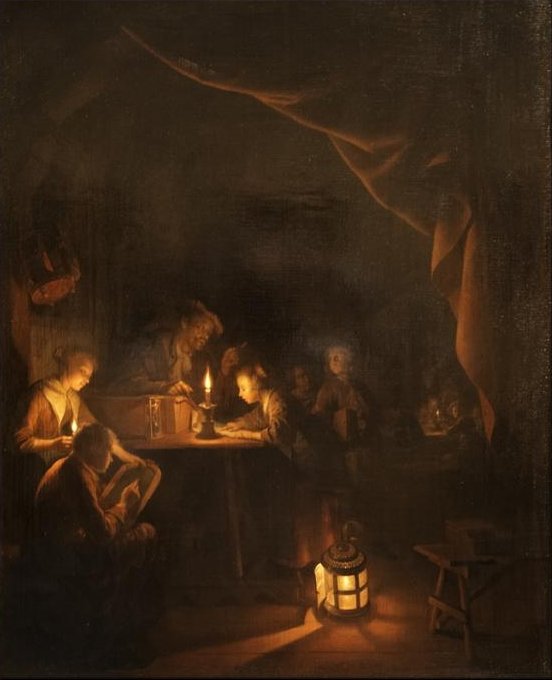
Escuela nocturna Museo Nacional, Ámsterdam.

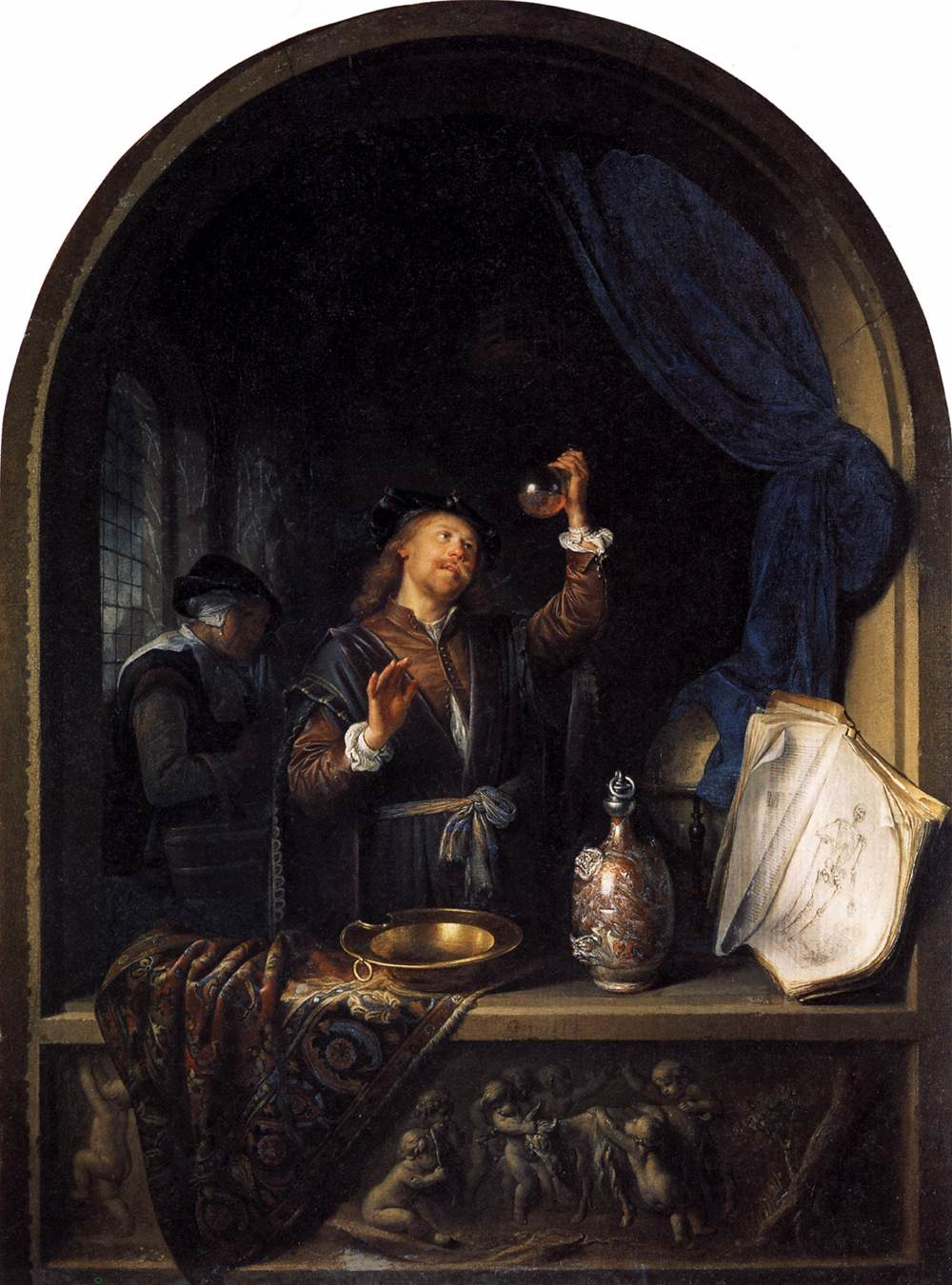
El doctor Museo de Historia del Arte, Viena.

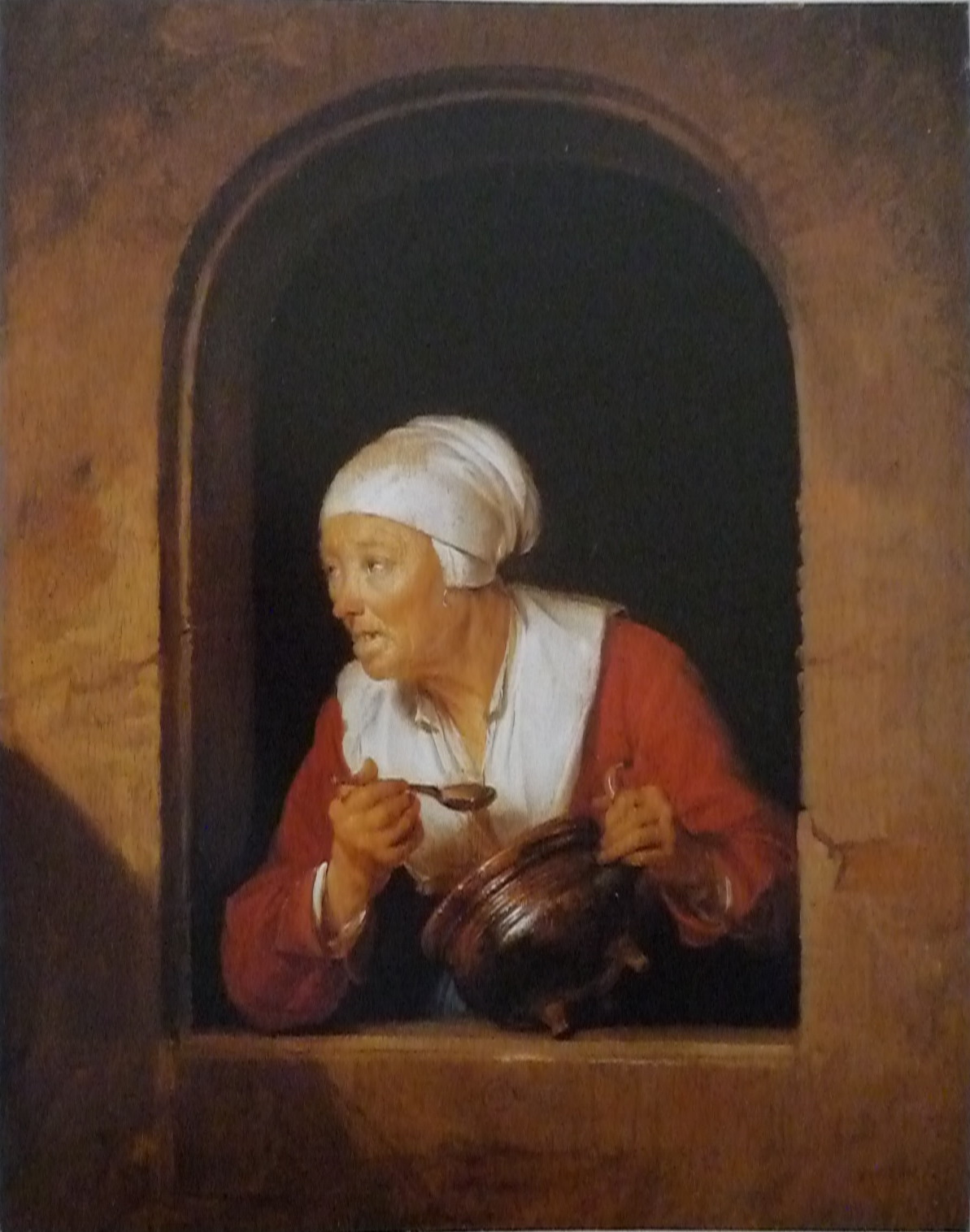
La cocinera Museo Wallraf-Richartz, Colonia.

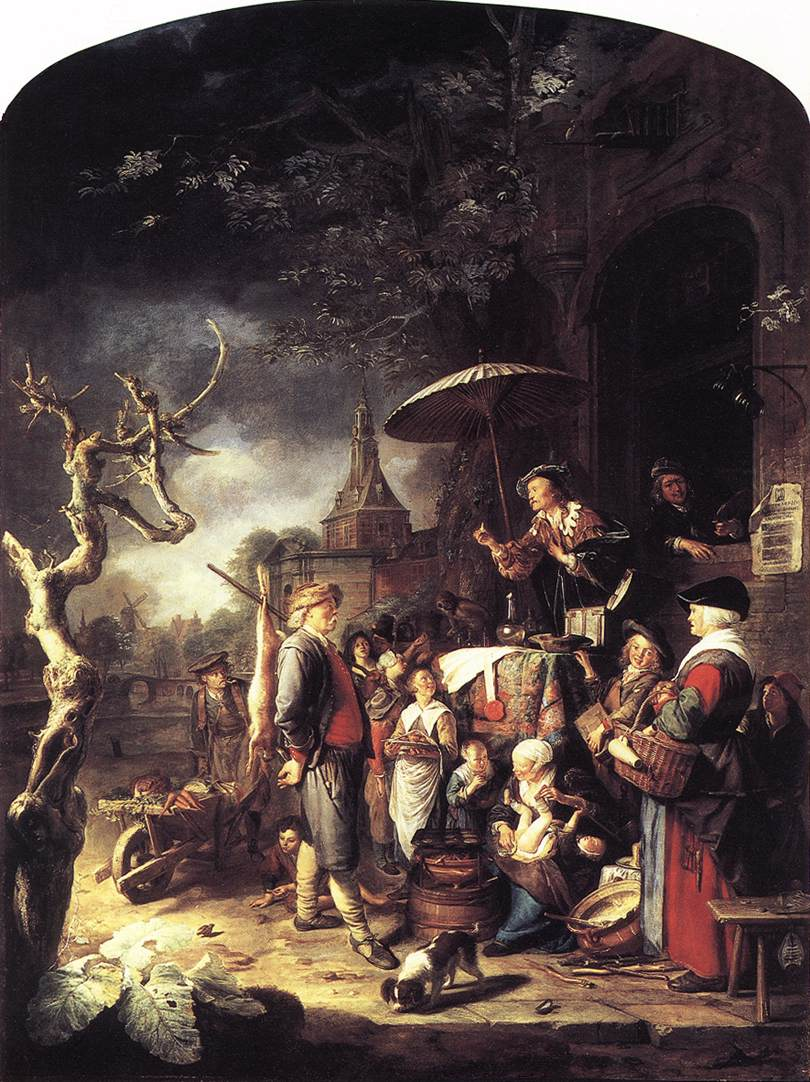
El charlatán Museum Boijmans Van Beuningen, Róterdam.

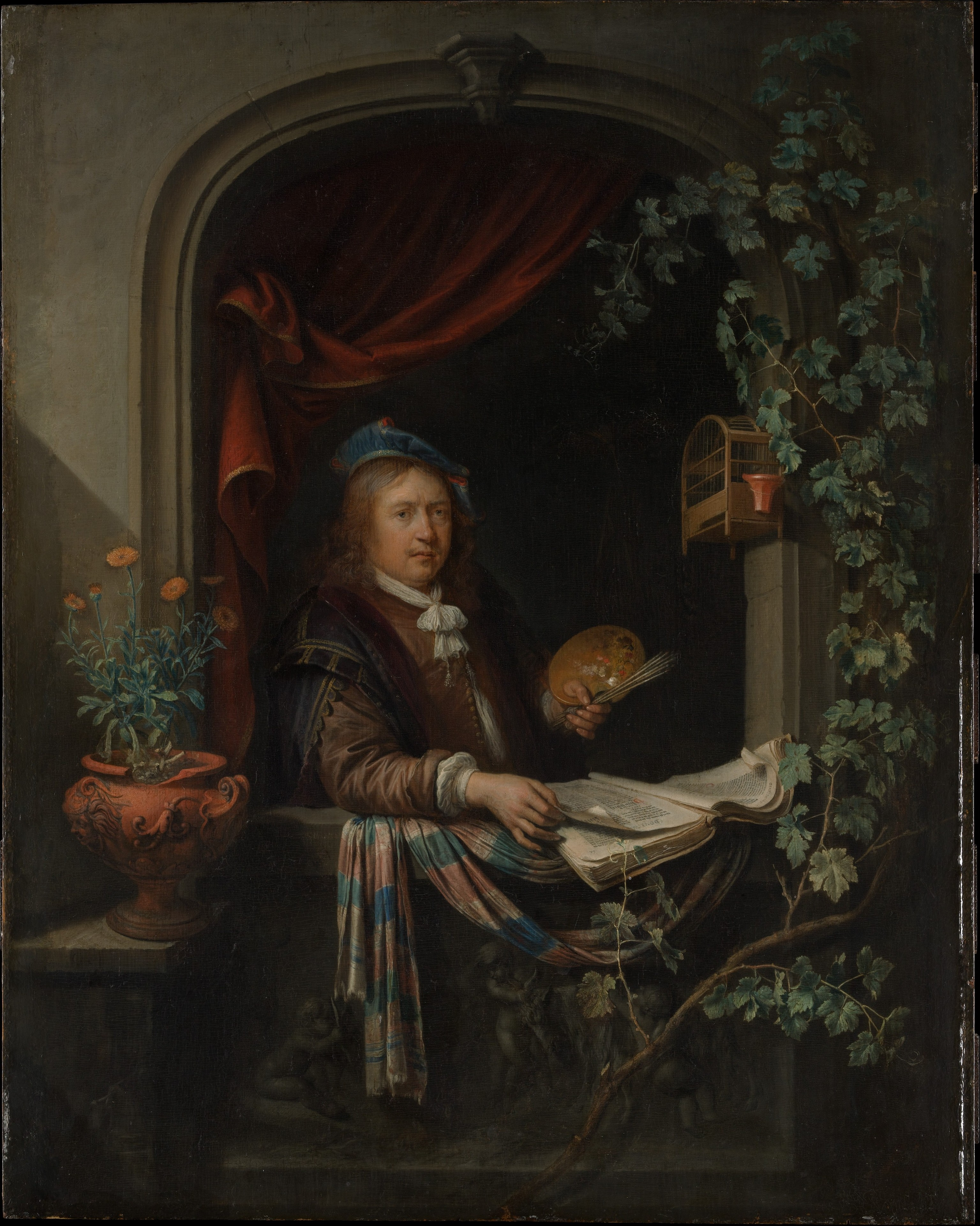
Autorretrato Museo Metropolitano de Arte, Nueva york.

Astrónomo a la luz de la vela Museo J. Paul Getty, Los Ángeles.

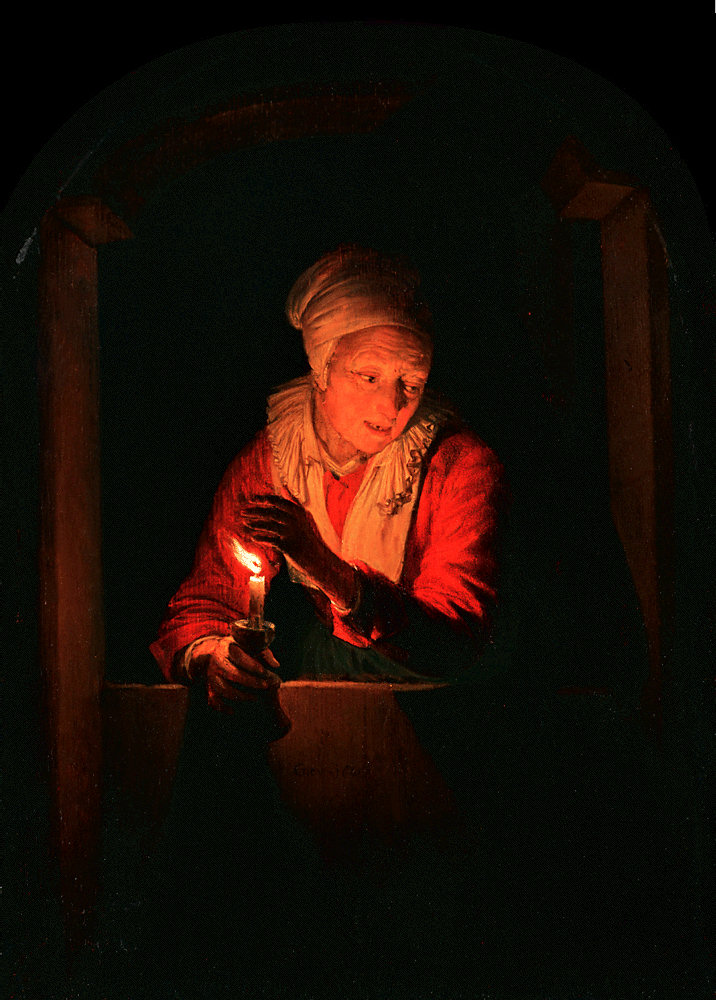
Mujer en la ventana con una vela Museo Wallraf-Richartz, Colonia.

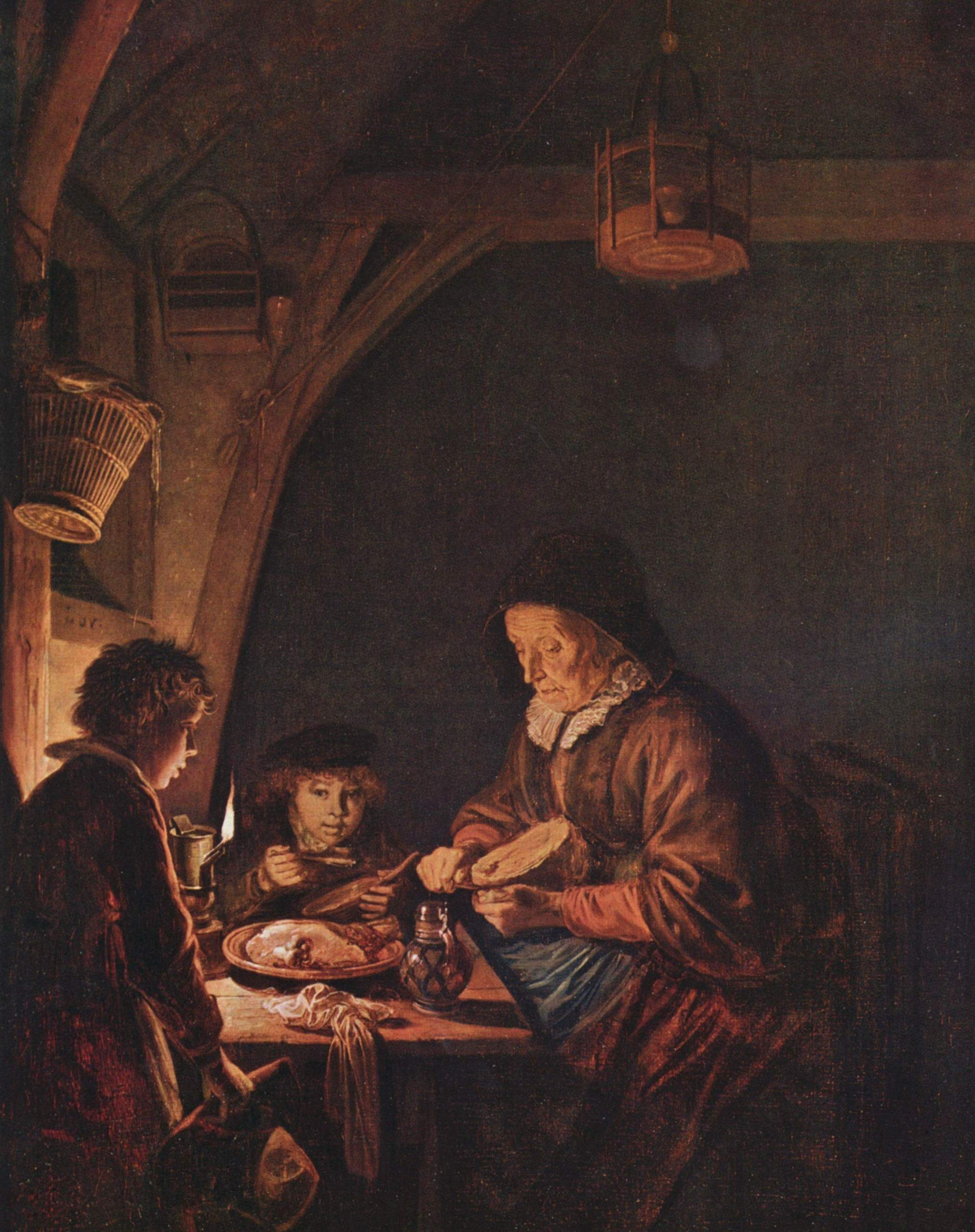
Anciana cortando pan Villa Hügel, Essen.

    - Anciana leyendo la Biblia (también conocido como La madre de Rembrandt, sobre 1630).
    - Retrato de una pareja en un paisaje (a partir de 1633).
    - Ermitaño rezando (a partir de 1645).
    - Mujer en la ventana con una vela (a partir de 1645).
    - Retrato de Johan Wittert van der Aa (1646).
    - Tríptico: alegoría del entrenamiento artístico (a partir de 1648).
    - Autorretrato (1650).
    - El doctor (a partir de 1650).
    - La esposa del pescador (1653).
    - Una madre dándole el pecho a su bebé (1655-60).
    - Un ermitaño (1664).
    - Luz de noche.
- Berlín
  - Galería de Arte:
    - La joven madre (década de 1650).
- Boston
  - Museo de Bellas Artes:
    - Anciana cortando pan (1655).
    - Perro descansando.
- Budapest
  - Museo de Bellas Artes de Budapest:
    - Oficial de la Sociedad Marksman de Leiden (sobre 1630).
    - Retrato de una anciana (1643-5).
    - Retrato de una mujer.
- Cambridge
  - Museo Fitzwilliam:
    - El maestro (1645).
    - Mujer en una ventana con un tazón de cobre con manzanas y un faisán (1663).
    - Autorretrato.
    - Retrato de un joven.
- Cheltenham
  - Galería de Arte y Museo:
    - Autorretrato (1635-8).
- Cleveland
  - Museo de Arte de Cleveland:
    - Retrato de una joven (1640).
- Colonia
  - Museo Wallraf-Richartz:
    - La cocinera (1660-5).
    - Anciana con vela (1661).
- Copenhague
  - Galería Nacional:
    - El doctor (1960-5).
- Dallas
  - Museo de Arte:
    - Autorretrato.
- Dresde
  - Galería de Arte de los Maestros Clásicos:
    - El pintor en su estudio (1647).
    - El viejo maestro (1671).
- Edimburgo
  - Galería Nacional de Escocia:
    - Un interior con una joven violinista (1637).
- Florencia
  - Galería Uffizi:
    - Vendedora de tortas (1650-5).
    - Autorretrato (1658).
    - Maestro de escuela (1660-5).
- Hartford
  - Museo Ateneo Wadsworth:
    - Naturaleza muerta con reloj de arena, tintero e impreso (1647).
- Kansas City
  - Museo Nelson-Atkins:
    - Autorretrato (1663).
- La Haya
  - Mauritshuis:
    - La joven madre (1658).
- Leiden
  - Museo Municipal De Lakenhal:
    - Astrónomo (1650-5).
- Londres
  - Colección Real:
    - Una joven cortando cebollas (1646).
    - Mujer en la ventana con racimo de uvas (sobre 1660).
    - Pareja leyendo a la luz de un candil (sobre 1660).
    - La tienda de comestibles (1672).

  - Colección Wallace:
    - Una joven regando las plantas en una ventana (a partir de 1640).
    - Un ermitaño rezando (a partir de 1646).
    - Un ermitaño (1661).

  - Galería Colnaghi:
    - Artista en su estudio (1630-2).

  - Galería Nacional:
    - Retrato de un hombre (1635-40).
    - Retrato de una joven (década de 1640).
    - Hombre con una pipa (1645).
    - Joven mujer con velo negro (sobre 1655).
    - Tienda de aves de corral (sobre 1670).

  - Dulwich Picture Gallery:
    - Una dama tocando un clavicordio (sobre 1665).
- Los Ángeles
  - Museo de Arte Fisher de la Universidad del sur de California:
    - Naturaleza muerta con libro y bolso (1647).

  - Museo J. Paul Getty:
    - Príncipe Ruperto y su tutor con vestidos históricos (sobre 1631).
    - Astrónomo la luz de las velas (1655).
- Madrid
  - Museo Thyssen-Bornemisza:
    - Una joven con una vela encendida en una ventana (1658-65).
- Mánchester
  - Galería de Arte de Mánchester:
    - Retrato de una chica (1635-40).
- Mineápolis
  - Instituto de Arte de Mineápolis:
    - Ermitaño rezando (1670).
- Missoula
  - Museo de Arte y Cultura de la Universidad de Montana:
    - Retrato de un desconocido.
- Múnich
  - Pinacoteca Clásica:
    - La oración de la hilandera.
- Nueva York
  - Galería de Arte Conmemorativa de la Universidad de Rochester:
    - San Jerónimo en el desierto (1642-7).

  - Museo Metropolitano de Arte:
    - Una escuela nocturna (inicio de la década de 1660).
    - Autorretrato (sobre 1665).
- París
  - Museo del Louvre:
    - La extracción del diente (1630-5).
    - Retrato de la madre de Gerrit Dou (1638).
    - La tienda de comestibles (1647).
    - La cocinera holandesa (1650).
    - Mujer sujetando un pollo en una ventana (1650).
    - Ermitaño leyendo (1661).
    - La jarra de plata (1663).
    - La mujer hidrópica (1663).
    - El pesador de oro (1664).
    - Anciana.
    - Autorretrato con paleta en la mano.
    - El trompetero.
    - La lectura de la Biblia (también conocido como Ana y Tobías).
    - Cocinera haciendo un pudín y hablando con un muchacho (sanguina).
    - Retrato de hombre con una alabarda en hombro derecho (dibujo con carboncillo).
    - Un anciano sentado, inclinado sobre una mesa (dibujo al carboncillo).
- Pasadena (California)
  - Museo Norton Simon:
    - Retrato de una dama (1635-40).
- Róterdam
  - Museo Boymans Van Beuningen:
    - El charlatán (1652).
    - Dama en su tocador (1667).
- Salzburgo
  - Galería Residenz:
    - Autorretrato en la ventana (décda de 1650).
    - Jugadores de cartas a la luz de las velas (sobre 1660).
- San Francisco
  - Museo de Bellas Artes.
    - La bobina de hilado (litografía).
    - La lectora (litografía).
- San Petersburgo
  - Museo del Hermitage:
    - Astrónomo (1628).
    - Retrato de un hombre (1640-5).
    - Anciana desenredando hilos (1660-5).
    - Bañista masculino (1660-5).
    - Bañista femenina (1660-5).
    - Bañista femenina (1660-5).
    - Vendedor de arenques (1670-5).
- Schwerin
  - Museo Estatal:
    - Mujer pelando zanahorias.
- Tokio
  - Museo Nacional de Arte Occidental:
    - Naturaleza muerta con niño haciendo pompas de jabón (1635-6).
- Versailles
  - Museo Lambinet:
    - Anciana sentada (atribuido).
- Viena
  - Museo de Historia del Arte:
    - El físico (1653).
    - Mujer en la ventana con una linterna (sobre 1660).
    - Anciana en la ventana regando las flores (1660-5).

  - Palacio Liechtenstein:
    - El violinista (1653).
- Washington D.C.
  - Galería Corcoran:
    - Busto de un hombre (1642-45).
- Winchcombe, Gloucestershire
  - Galería Nacional de Arte:
    - El ermitaño (1670).

  - Castillo Sudeley:
    - Hombre interrumpido en su escritura (1635).
- Otras localizaciones:
  - Cristo y los doctores (1628).
  - Hombre escribiendo ante un caballete (1631), colección privada.
  - Mujer comiendo gachas de avena (1632-7).
  - Naturaleza muerta con un globo terráqueo laúd y libros (1635), colección privada.
  - Anciano encendiendo una pipa (1635), colección privada, Inglaterra.
  - Retrato de una mujer (1635-40), colección privada.
  - Retrato de un hombre Fundación de Arte Aurora.Museu Metropi
  - Retrato de una mujer Fundación de Arte Aurora.
  - Autorretrato (1645), colección privada, España.
  - Perro durmiendo con jarra de terracota, cesta y leña (1650), colección privada.
  - Un gato en la ventana del taller del artista (1657).
  - La bodega (1650), colección privada, Suiza.
  - Mujer dormida (1660-5), colección privada, Suiza.
  - Autorretrato (1665), colección privada, Boston.
  - Niño tocando la flauta (robado).
  - Hombre joven (La Haya).
  - La hilandera (Fundación Gala-Salvador Dalí).